# Louis Alexandre Lefèvre-Deslongchamps
Louis Alexandre Lefèvre-Deslongchamps, né Alexandre-Louis Lefèvre le 22 novembre 1849 à Cherbourg, et mort le 21 février 1893 à Paris (9e arrondissement), est un sculpteur français.

## Biographie
Louis Alexandre Lefèvre-Deslongchamps est l'élève d'Auguste Dumont à l'École des beaux-arts de Paris. Il expose au Salon des artistes français de 1873 à 1890.
Il réalise le fronton et des cariatides du théâtre de Cherbourg en 1882. De la même année, sa statue en pierre d'Eugène Burnouf orne la façade de l'hôtel de ville de Paris.
En 1883, Lefèvre-Deslongchamps sculpte les deux atlantes de la façade du siège du journal La France puis de L'Aurore au 142, rue Montmartre à Paris,.
Il est l'auteur de deux groupes en bronze À l'abattoir (ou L'abattage), exposé à l'Exposition universelle de 1889, et Bouvier et Bœuf , qui ornaient l'entrée des abattoirs de la Villette. Le modèle en plâtre avait été présenté au Salon de 1884. Les groupes avaient été installés aux abattoirs en décembre 1889.

## Galerie

Œuvres de Louis Alexandre Lefèvre-Deslongchamps
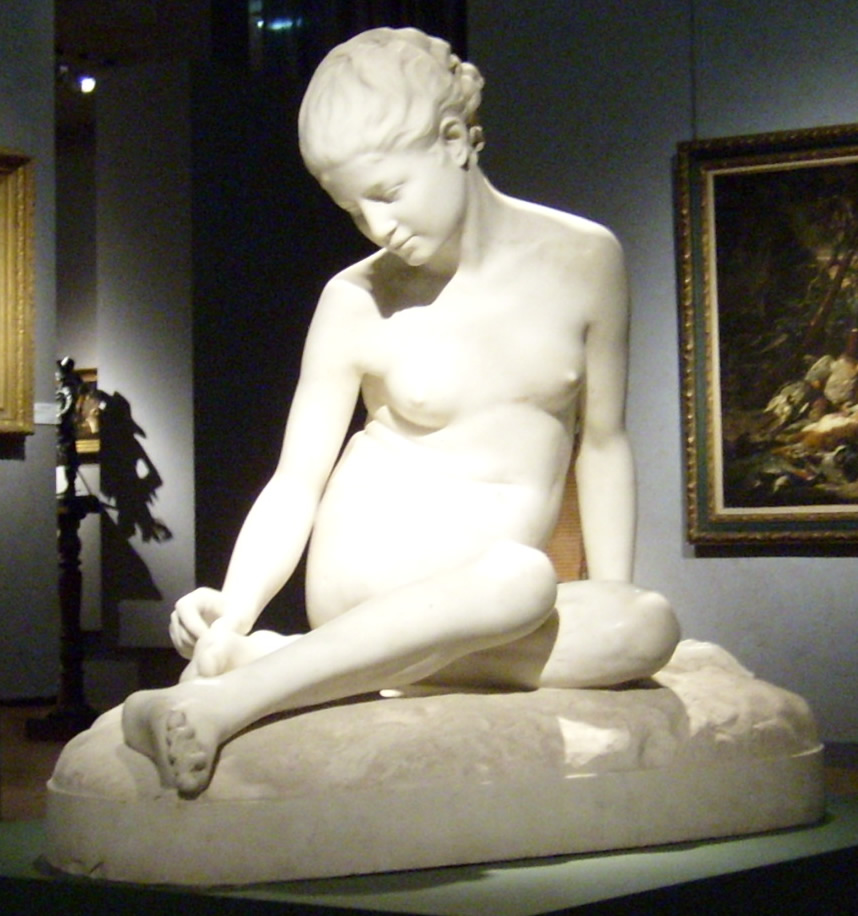
Jeune fille à l'épine (1875), Cherbourg, musée Thomas-Henry.
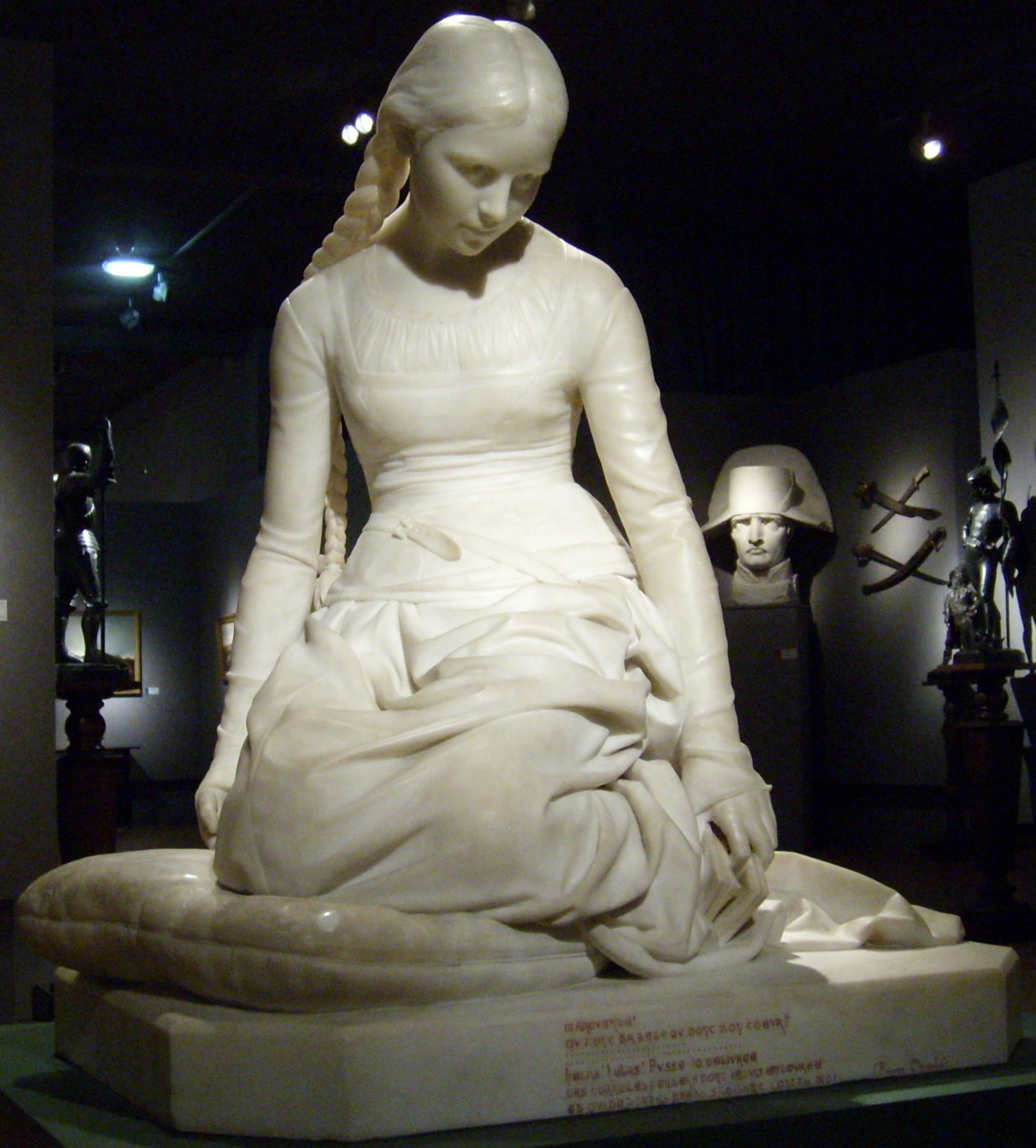
Marguerite à l'église, Cherbourg, musée Thomas-Henry.
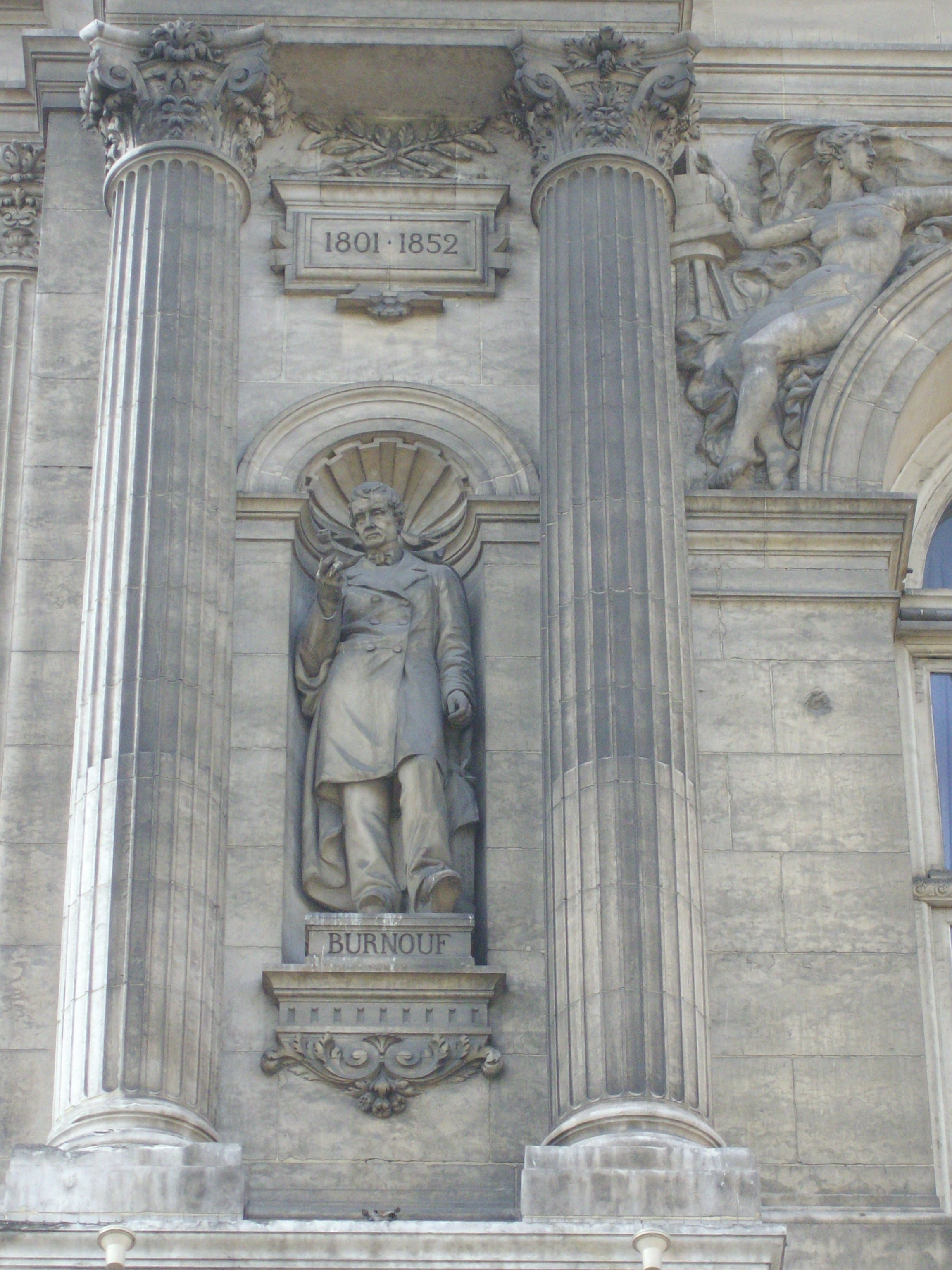
Eugène Burnouf (1882), hôtel de ville de Paris.
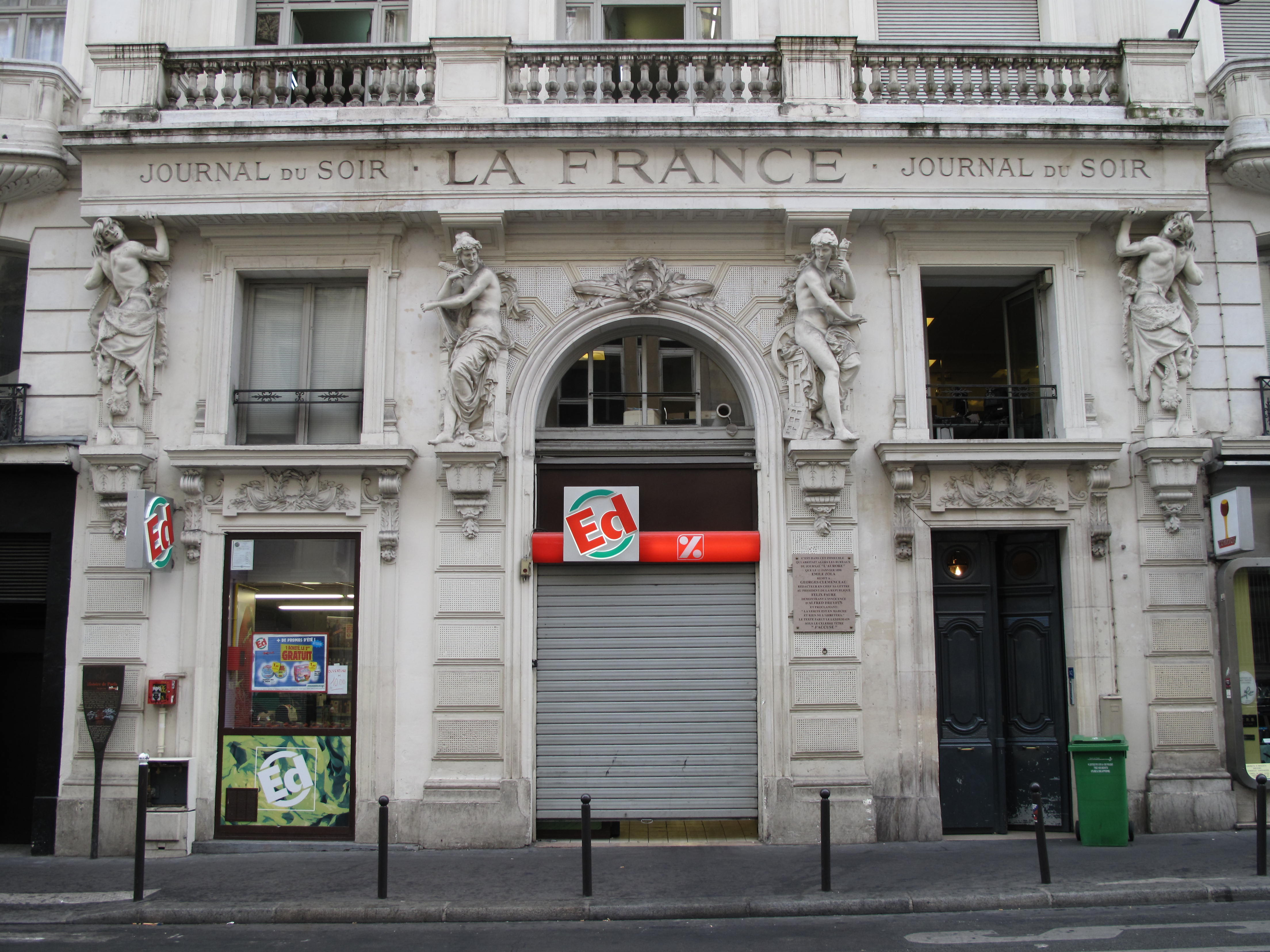
Atlantes (1883), Paris, no 142 rue Montmartre. Les cariatides sont d'Ernest Hiolle.